# 克羅克鎮區 (愛荷華州波爾克縣)
克羅克鎮區（英語：Crocker Township）是位於美國愛荷華州波爾克縣的一個行政鎮區。

## 地方資料
根據2010年美國人口普查的數據，克羅克鎮區的面積為80.34平方千米，當中陸地面積為80.34平方千米，而水域面積為0.00平方千米。當地共有人口45595人，而人口密度為每平方千米567.53人。